# Vojtěch Vymětal
Vojtěch Vymětal (* 27. března 1949) je český politik, na přelomu 20. a 21. století poslanec Poslanecké sněmovny za ČSSD.

## Biografie
V roce 1996 se profesně uvádí jako vedoucí útvaru JE Dukovany. V senátních volbách roku 1996 neúspěšně kandidoval do horní komory parlamentu za senátní obvod č. 53 - Třebíč. Získal 17 % hlasů a nepostoupil do 2. kola.
Roku 1998 působil jako předseda okresní organizace ČSSD na Třebíčsku a v roce 1999 byl na ustavující konferenci zvolen i předsedou krajské organizace ČSSD v Jihlavském kraji (nyní Kraj Vysočina). Sám ale patřil mezi odpůrce zřízení tohoto kraje.
Ve volbách v roce 1998 byl zvolen do poslanecké sněmovny za ČSSD (volební obvod Jihomoravský kraj). V letech 1998-2000 byl členem sněmovního výboru pro veřejnou správu, regionální rozvoj a životní prostředí, v letech 1998-2002 členem zahraničního výboru a v období let 2001-2002 i volebního výboru. V parlamentu setrval do voleb v roce 2002.
Jeho bratrem je Karel Vymětal, který byl v roce 1998 zvolen rovněž do poslanecké sněmovny, ovšem za KSČM.
V komunálních volbách roku 1994 byl do zastupitelstva města Třebíč za ČSSD. Neúspěšně sem kandidoval za ČSSD i v komunálních volbách roku 1998. V roce 2010 se uvádí jako ředitel úřadu práce v Třebíči. Ve funkci skončil v roce 2011 v souvislosti s reformou sítě úřadů práce, kdy se z třebíčského úřadu stalo jen kontaktní pracoviště jihlavského úřadu práce.
Významně se zasadil o modernizaci silnice č. 360 ( napřímení, obchvaty) propojující Třebíč s dálnicí D1 přes Velké Meziříčí a prosazoval "zkapacitnění" silnice 38 ( E59) z Jihlavy do Znojma a Vídně.